# Fuego
Fuego is een nummer van de Griekse zangeres Eleni Foureira. De zangeres vertegenwoordigde Cyprus met het nummer op het Eurovisiesongfestival 2018 waar ze de tweede plaats haalde na Netta Barzilai uit Israël. De single werd na de finale een groot internationaal succes. In Spanje werd Fuego (brand) onderscheiden met platina.

## Achtergrond

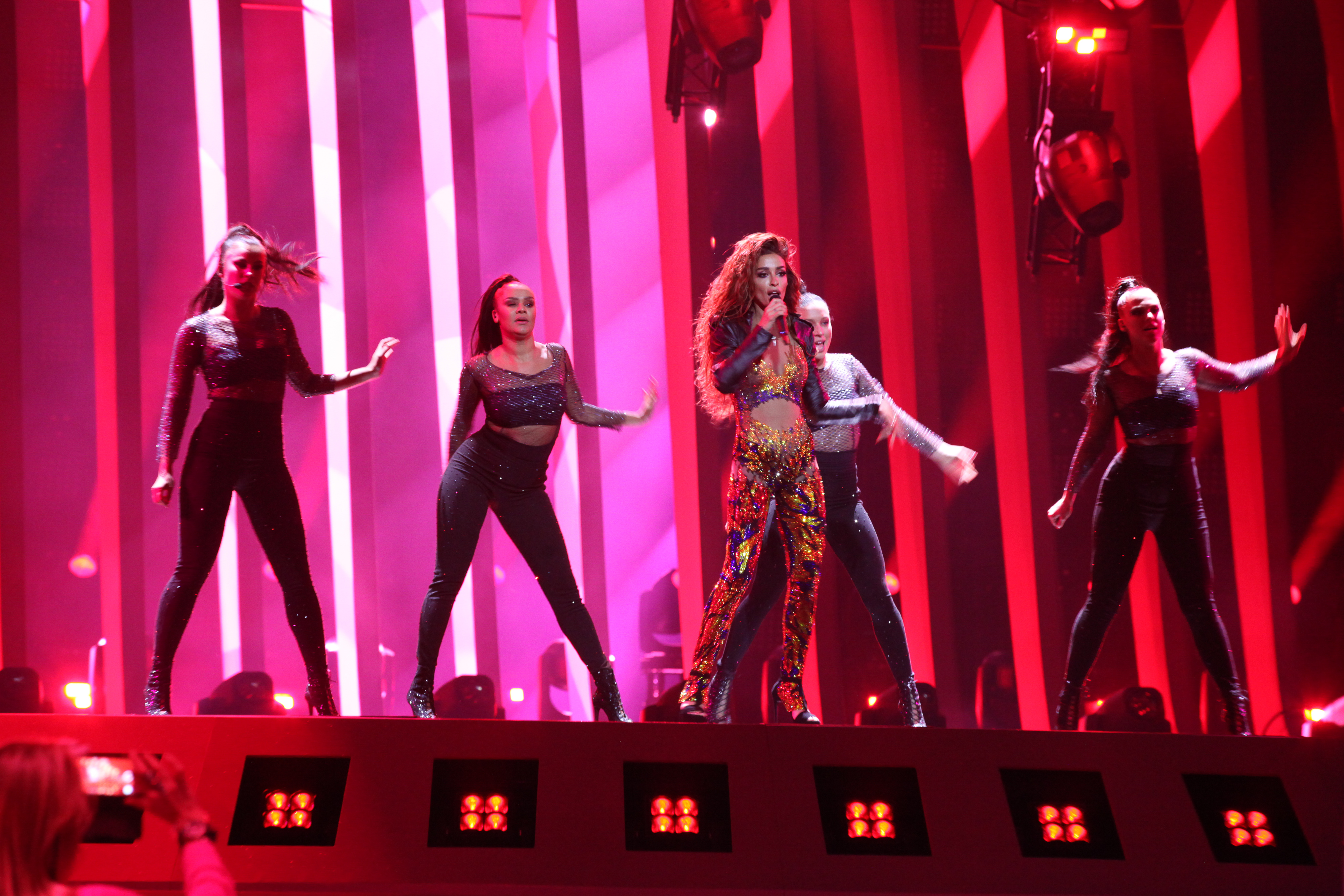
Foureira tijdens de finale op 12 mei

Op 25 januari 2018 werd Eleni uitgekozen om Cyprus te vertegenwoordigen op het Eurovisiesongfestival. De single haalde een tweede plaats in de finale met 436 punten. Dit werd de beste plaats die Cyprus ooit haalde op het festival. Ook in de halve finale werd de zangeres tweede, na Barzilai.